# Chiedi alla polvere
Chiedi alla polvere (titolo originale: Ask the Dust) è un romanzo del 1939 dello scrittore statunitense John Fante, ambientato nella California durante il periodo della Grande depressione. È uno dei romanzi più famosi di Fante, e fa parte del ciclo autobiografico incentrato sul personaggio di Arturo Bandini.

## Trama
Arturo Bandini, un giovane aspirante scrittore statunitense figlio di immigrati italiani, sogna di diventare uno scrittore di successo. Dopo essere riuscito a pubblicare un proprio racconto, si trasferisce dal Colorado a Los Angeles, in cerca di fortuna. Qui alloggia in una pensione del quartiere di Bunker Hill. Vagabondando per la città in cerca di esperienze, conosce una cameriera messicana, Camilla Lopez, e intreccia con lei una difficile e tormentata storia d'amore, passionale e burrascosa: sui due amanti incombe lo spettro della povertà e dell'inferiorità sociale...

## Personaggi

### Arturo Bandini
Scrittore sognatore figlio di emigrati, squattrinato che campa nutrendosi di sole arance, ironico, sprezzante nei confronti dei propri pari, bizzoso, consapevole sempre ed inconsapevole talvolta, arrogante, prova ad amare ma non sa come fare, è il protagonista della vicenda, personaggio unico nel suo genere. Protagonista del romanzo, nonché alter ego di Fante, si innamorerà di Camilla Lopez, una cameriera messicana. Nel film Chiedi alla polvere, tratto dal libro, Arturo è interpretato dall'attore Colin Farrell.

### Camilla Lopez
Giovane cameriera messicana, che faceva frequente uso di marijuana, innamorata del barista Sammy, farà innamorare Arturo Bandini e lo abbandonerà sparendo per sempre. Il personaggio di Camilla presenta varie differenze tra libro e film: nel primo, lei non è innamorata di Arturo (che invece è pazzo di lei), ma di Sammy; nella pellicola invece, desidera sposare Sammy solo per acquisire un cognome americano, ma è innamorata di Arturo, che frequenta una spagnola.
Inoltre nel film muore per via di una non specificata malattia, mentre nel romanzo non si è mai ammalata.Nel film tratto dal libro, è interpretata da Salma Hayek.

### Vera Rivken
Vera è una donna ebrea, colta ed affascinante, che si innamora di Arturo sin dal primo giorno che lo nota, al bar di Solomon. Poiché nel suo corpo sono presenti gravi segni di ustioni, il marito l'ha lasciata ritenendola inguardabile, mentre Arturo, seppure perdutamente innamorato di Camilla, le vuole bene e la consola. Nel film tratto dal libro è interpretata da Idina Menzel. Ci sono alcune differenze fra la Vera del libro e quella del film, la principale sta nel fatto che la prima sparisce, la seconda, invece, muore in seguito al terremoto di Long Beach.

### Personaggi secondari

#### Hellfrick
Hellfrick è un uomo anziano che vive nello stesso albergo in cui risiede Arturo (l'hotel Alta Loma), veterano avvelenato dai gas della grande guerra, alcolizzato. È un buon uomo, ma si approfitta di Arturo, continuando a chiedergli prestiti, incapace di ripagarlo. Nel film tratto dal libro, Hellfrick è interpretato da Donald Sutherland.

#### Mrs. Hargraves
La signora Hargraves, vedova di un marito tanto amato, è la padrona dell'hotel Alta Loma; è una donna piuttosto puritana, indisposta ad accogliere stranieri nel proprio albergo. Nel film tratto dal libro, è interpretata da Eileen Atkins.

#### Sammy
Sammy è il proprietario del Caffè Columbia, in cui lavora Camilla, perdutamente innamorata di lui.
Grande rivale di Arturo, che lo odia perché Camilla ha occhi solo per lui; è malato di tisi. 
Sammy scrive racconti western, e Camilla, convinta di fargli un favore, li fa leggere ad Arturo, che però prende in giro l'incapacità nella scrittura del rivale. Nel film tratto dal libro, Sammy è interpretato dall'attore Justin Kirk. Ci sono alcune differenze tra il Sammy del libro e quello del film: il primo è un uomo insensibile e villano, di cui Camilla Lopez è innamorata, nonostante la sua rudezza; il secondo invece è meno volgare che nel libro e Camilla non è innamorata di lui, ma di Arturo.

## Trasposizione cinematografica
Nel 2006 ne è stato tratto un film con lo stesso titolo, diretto da Robert Towne e con protagonisti Colin Farrell e Salma Hayek.

## Edizioni
- Il cammino nella polvere, traduzione di Elio Vittorini, Collana Medusa n.125, Milano, Mondadori, febbraio 1941,  p. 208.
- Chiedi alla polvere, traduzione di Maria Giulia Castagnone, Introduzione di Charles Bukowski, Collana Gli Alianti n.22, Milano, Marcos y Marcos, 1994, ISBN 978-88-7168-105-4.
- Chiedi alla polvere, traduzione di Maria Giulia Castagnone, Introduzione di Alessandro Baricco, Collana Stile libero, Torino, Einaudi, 2004,  pp. 269, cap. 19, ISBN 88-06-16805-3.
- Chiedi alla polvere, Collana Super ET, Torino, Einaudi, 2016, ISBN 978-88-06-20709-0.

## Prefazione
Prefazione di Charles Bukowski